# 5123 Cynus
5123 Cynus este o planetă minoră (asteroid), cu un diametru de 35,387 km, din Asteroid troian al lui Jupiter. A fost descoperită pe 28 ianuarie 1989 la Gekko Observatory⁠(d) de Yoshiaki Oshima⁠(d) și a fost numită după Kýnos⁠(d). 
Obiectul prezintă o orbită caracterizată de o semiaxă mare de 5,232073 UAi, o excentricitate de 0,10127, o înclinație de 8,52572 ° în raport cu ecliptica.